# Gare de Pamproux
La gare de Pamproux est une gare ferroviaire française située sur la commune de Pamproux (département des Deux-Sèvres).

## Situation ferroviaire
La gare de Pamproux est située au point kilométrique 35,439 de la ligne de Saint-Benoît à La Rochelle-Ville. Son altitude est de 128 m.

## Histoire
En 2022, selon les estimations de la SNCF, la fréquentation annuelle de la gare était de 11 402 voyageurs contre 9 903 voyageurs en 2019

## Service voyageurs

### Accueil
C'est un point d'arrêt non géré (PANG),  équipé de deux quais avec abris. Un parking pour les véhicules est présent.

### Dessertes
Pamproux est desservie par des trains du réseau TER Nouvelle-Aquitaine (ligne Poitiers - La Rochelle).